# Ryu Seung-woo (Poolbillardspieler)
Ryu Seung-woo (* 8. Juli 1985) ist ein südkoreanischer Poolbillardspieler.

## Karriere
Im Jahr 2004 erreichte Ryu das Viertelfinale der Junioren-WM. Bei der 9-Ball-WM des gleichen Jahres belegte er den 81. Platz. 2006 und 2007 erreichte er jeweils das Sechzehntelfinale.
2007 wurde er zudem auf der San Miguel Tour einmal Dritter.
Im April 2008 schied Ryu bei der 8-Ball-WM bereits in der Vorrunde aus. Bei der 10-Ball-WM hingegen erreichte er das Sechzehntelfinale, das er jedoch gegen den späteren Weltmeister Darren Appleton verlor. Nachdem er bereits im Mai Dritter bei einem Turnier der San Miguel Tour geworden war, erreichte er beim Saisonfinale im Oktober den neunten Platz. Bei der 10-Ball-WM 2009 schied Ryu sieglos in der Vorrunde aus.
Bei den 9-Ball-Weltmeisterschaften 2012 und 2013 schied Ryu jeweils in der Runde der letzten 64 aus. Bereits im Mai 2013 hatte er bei den China Open das Sechzehntelfinale erreicht. 2014 erreichte das Sechzehntelfinale der 9-Ball-WM, verlor dieses jedoch gegen Antonio Gabica. Bei der 10-Ball-WM 2015 schied Ryu in der Runde der letzten 64 aus. Im September 2015 qualifizierte er sich durch einen 9:8-Sieg gegen Titelverteidiger Niels Feijen zum vierten Mal in Folge in die Finalrunde der 9-Ball-WM, bei der er in der Runde der letzten 64 dem Taiwaner Wu Kun-lin unterlag.
Ryu Seung-woo nahm bislang dreimal am World Cup of Pool teil. 2007 erreichte er gemeinsam mit Kim Woong-dae das Achtelfinale, 2012 schied er mit Lee Wan-su in der ersten Runde gegen die späteren Turniersieger Mika Immonen und Petri Makkonen aus. 2015 erreichte er gemeinsam mit Jeong Young-hwa das Achtelfinale.
Mit der südkoreanischen Nationalmannschaft nahm Ryu 2012 und 2014 an der Team-Weltmeisterschaft teil. 2012 erreichte die Mannschaft das Achtelfinale.